# Wladimir Petrowitsch Machnowez

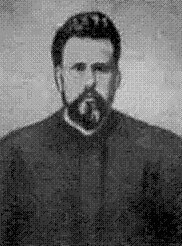
Wladimir Machnowez (um 1900)

Wladimir Petrowitsch Machnowez (russisch Владимир Петрович Махновец; auch: Makhnovets; Pseudonyme: Wladimir Akimow, Akinoff, Bacharew) (* 1869–1875 in Stary Oskol; † 15. November 1921 in Moskau) war ein russischer Theoretiker des Ökonomismus und Revolutionär. 
In Sankt Petersburg war er in der Gruppe der Narodowol aktiv, wurde 1897 nach Sibirien verbannt und entkam in die Schweiz, wo er eine Zeitung herausgab. Er unterstützte den bundistischen Arkadi  Kremer. 1903 war er Delegierter des 2. Kongress der Sozialdemokratischen Arbeiterpartei Russlands (SDAPR) in Stockholm. Seit dieser Zeit gab es Kontroversen mit Lenin und Georgi Walentinowitsch Plechanow.
1905 kehrte er illegal nach Russland zurück und formte einen sozialdemokratischen Zirkel. Als er 1906 Delegierter des 4. Kongress der SDAPR in Stockholm war, sprach er sich gegen einen bewaffneten Aufstand aus.